# Neocalyptis rotundata
Neocalyptis rotundata es una especie de polilla del género Neocalyptis, categorizada en la tribu Archipini, de la subfamilia Tortricinae.

## Distribución
Se distribuye por Indonesia.

## Taxonomía
Fue descrita por Diakonoff en 1941 y publicada en (Neocalyptis), Treubia 18: 409.